# Скален орел
Скалният орел (Aquila chrysaetos) е вид птица от семейство Ястребови (Accipitridae). Разпространен в голяма част от Северното полукълбо, той е една от най-едрите грабливи птици, срещащи се в България. Дължината на тялото му е 80 – 95 cm, размахът на крилете – 195 – 220 cm, а теглото – 2,8 – 6,5 kg.

## Разпространение и местообитание
Среща се в Европа (включително България), Азия, Африка и Северна Америка. Обитава гористи и планински местности.

## Начин на живот
Скалният орел води усамотен начин на живот
Най-възрастният известен индивид е живял 32 години в диво състояние, а в плен друг индивид е достигнал 46-годишна възраст. От древни времена орелът е символ на сила.

## Размножаване
Женската се задържа стабилна в своята територия, която често има огромни размери. Строи няколко гнезда, едно от които (най-старото) посещава често, за да почива. Гнездото най-често се намира на скални зъбери, пукнатини и по-рядко по дървета. Характерно е, че за гнездене избират по-ниските участъци на територията си. Гнездото му е огромно до 3 метра в диаметър и до 2 метра височина. Женската може да снесе само по 3 яйца на година.
Започва да мъти през март или април. Мътенето продължава около 43 дни. Мъти само женската, която остава в гнездото още около 5 седмици след като се е излюпило малкото (обикновено едно). След този момент то получава храна веднъж дневно най-често на ръба на гнездото. На осмата седмица малкото вече е напълно оперено и на 80 дневна възраст започва да лети, но остава заедно с родителите си до края на есента. Полова зрялост настъпва на 5 – 6 годишна възраст.

## Природозащитен статут
- Червен списък на световнозастрашените видове (IUCN Red List) – Незастрашен (Least Concern LC)[3]
- Директива за птиците на ЕС – Приложение 1[4]

На територията на България е рядък и защитен от закона вид. От най-дълбока древност скалният орел е използван като ловна птица, наред със соколите и ястребите. Все пак, близо 150-те двойки, които населяват територията на България му дават относителна сигурност като стабилен вид. Това позволява по-добро наблюдение и оценка на антропогенните фактори, влияещи върху средата.

## Лов със скален орел
Ловът със скален орел е традиционно занимание в Казахстан и Киргизия. Ловците, т.нар. беркутчии, обучават скалните орли за лов на зайци, лисици и дори вълци. В последния случай биват хващани предимно млади, ненапълно пораснали вълци.